# ليمون حلو فلسطيني
الليمون الحلو الفلسطيني أو الليمون الهندي الحلو أو كما يُعرف بالاسم الشائع الليمون الحلو (الاسم العلمي: Citrus limettioides)، هو ليمون قليل الحموضة، يستخدم في فلسطين للطعام، وللعصير.